# Fokker E.I
O Fokker E.I foi o primeiro caça a entrar em serviço com a "Fliegertruppe" do Deutsches Heer na Primeira Guerra Mundial. Sua chegada ao front em meados de 1915 marcou o início de um período conhecido como "Flagelo Fokker", durante o qual o "E.I" e seus sucessores alcançaram uma grande superioridade aérea sobre a Frente Ocidental.

## Projeto e desenvolvimento
O Fokker E.I era essencialmente uma versão armada do avião de reconhecimento de assento único Fokker M.5 (designação militar "A.III"), que por sua vez foi muito baseado no projeto do francês Morane-Saulnier Type H de 1913. Assim como o Morane, o Fokker era um monoplano de asa média com suporte externo com uma fuselagem de seção em caixa afunilada verticalmente, com superfícies estabilizadoras horizontais e verticais totalmente móveis, também conhecidas como "superfícies voadoras", dando ao piloto as funções usuais de controle de cauda; o controle de rolagem foi alcançado através de deformação controlada da asa, como era comum nos monoplanos contemporâneos. A deformação da asa foi conseguida através de cabos externos presos à longarina traseira da asa e passando por um poste principal localizado na frente do cockpit. A estrutura da fuselagem era de tubos de aço-cromo-molibdênio soldados e revestidos de tecido, sendo esta a maior diferença entre o Fokker e o Morane, que tinha uma estrutura inteiramente de madeira. O tubo de aço "cromoly" soldado forneceu a base para a estrutura de todas as fuselagens Fokker por muitos anos.

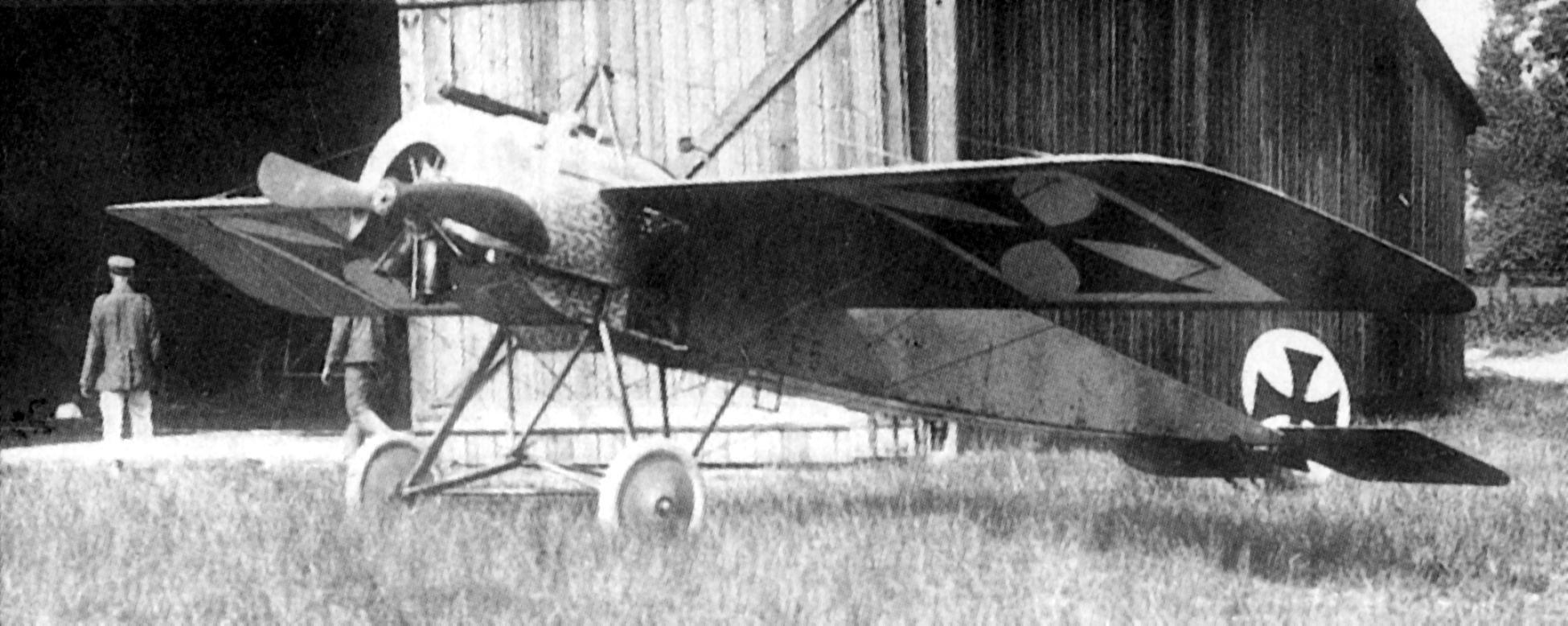
Eindecker "E.5/15" de Kurt Wintgens, primeiro caça a usar
uma metralhadora sincronizada para abater uma aeronave adversária, no embate ocorrido em 1º de julho de 1915.

Este design derivado e banal foi, no entanto, transformado em um formidável caça quando foi equipado com o mecanismo sincronizador recém-desenvolvido, o sistema "Fokker Stangensteuerung", disparando uma única metralhadora Parabellum LMG 14 ou Spandau lMG 08 de 7,92 mm (.312") na direção da hélice girando. De fato, as cinco fuselagens protótipo de produção para o projeto "E.I" foram encomendadas e estavam em construção como "A.III", mas foram concluídas como aeronaves "M.5K/MG", mantendo a configuração anterior de "asa-ombro" do tipo "A.III". Os "E.I" de produção subsequentes tiveram suas asas ligeiramente abaixadas – como o "E.1/15" que o tenente Otto Parschau teve mais tarde em sua carreira durante 1915 – a partir da configuração de asa-ombro do "M.5", o que melhorou a visibilidade do piloto (estes foram designados pela Fokker como o "M.14", que também foi usado para as duas variantes seguintes do Fokker Eindecker).
Todas as aeronaves Fokker E.I tinham uma capacidade de 68,5 l (18,1 US gal), tanque de combustível único por gravidade, localizado atrás do piloto, e o combustível tinha que ser bombeado manualmente para o tanque de combustível do motor localizado à frente da cabine a cada dez minutos aproximadamente, com um medidor de combustível saindo da parte superior da nacele de metal, geralmente deslocado ligeiramente para bombordo. 

## Histórico operacional

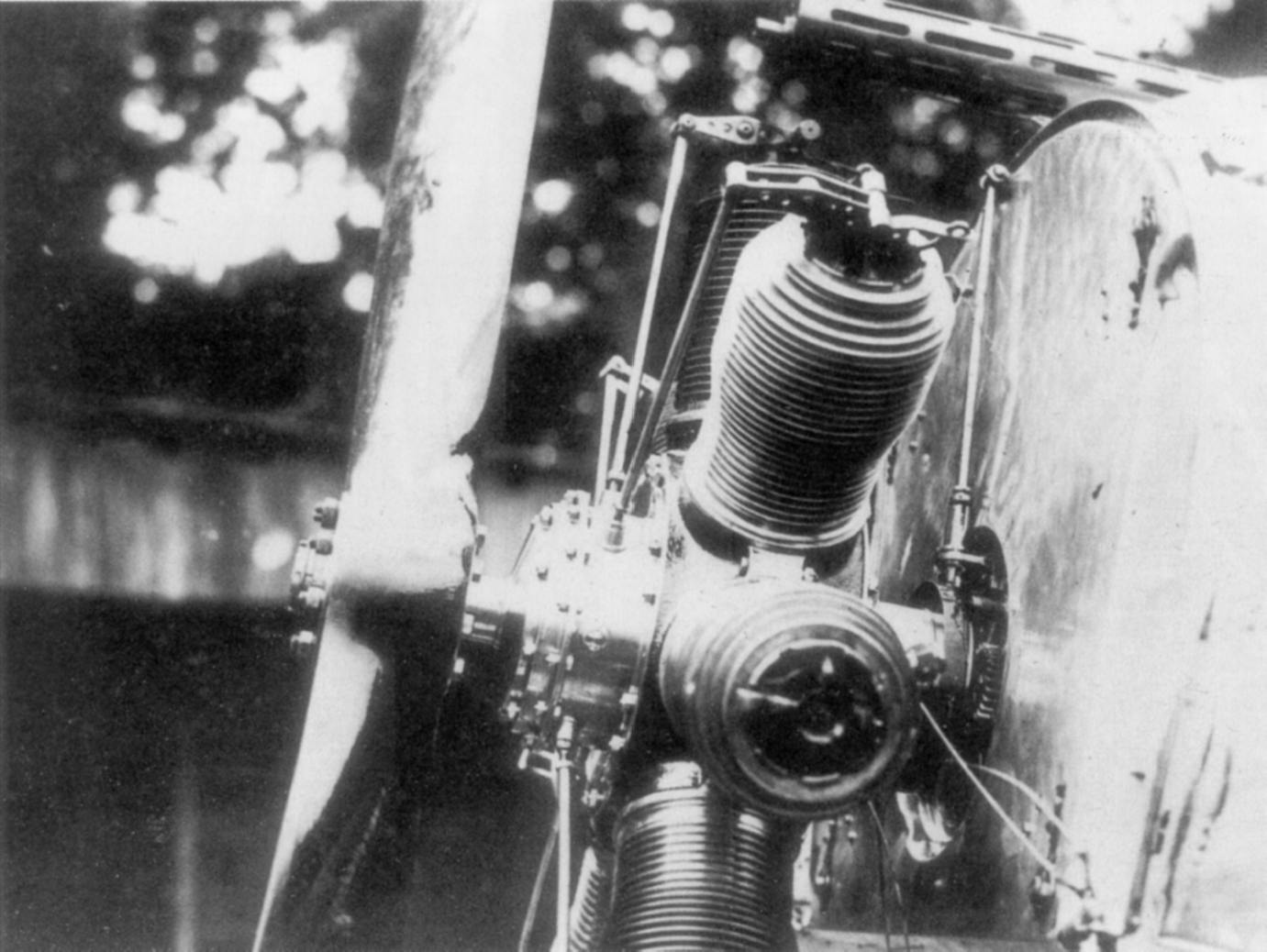
O E.I com a carenagem removida, mostrando o motor giratório Oberursel U.0 e os componentes de acionamento das hastes das válvulas ("Stangensteuerung").

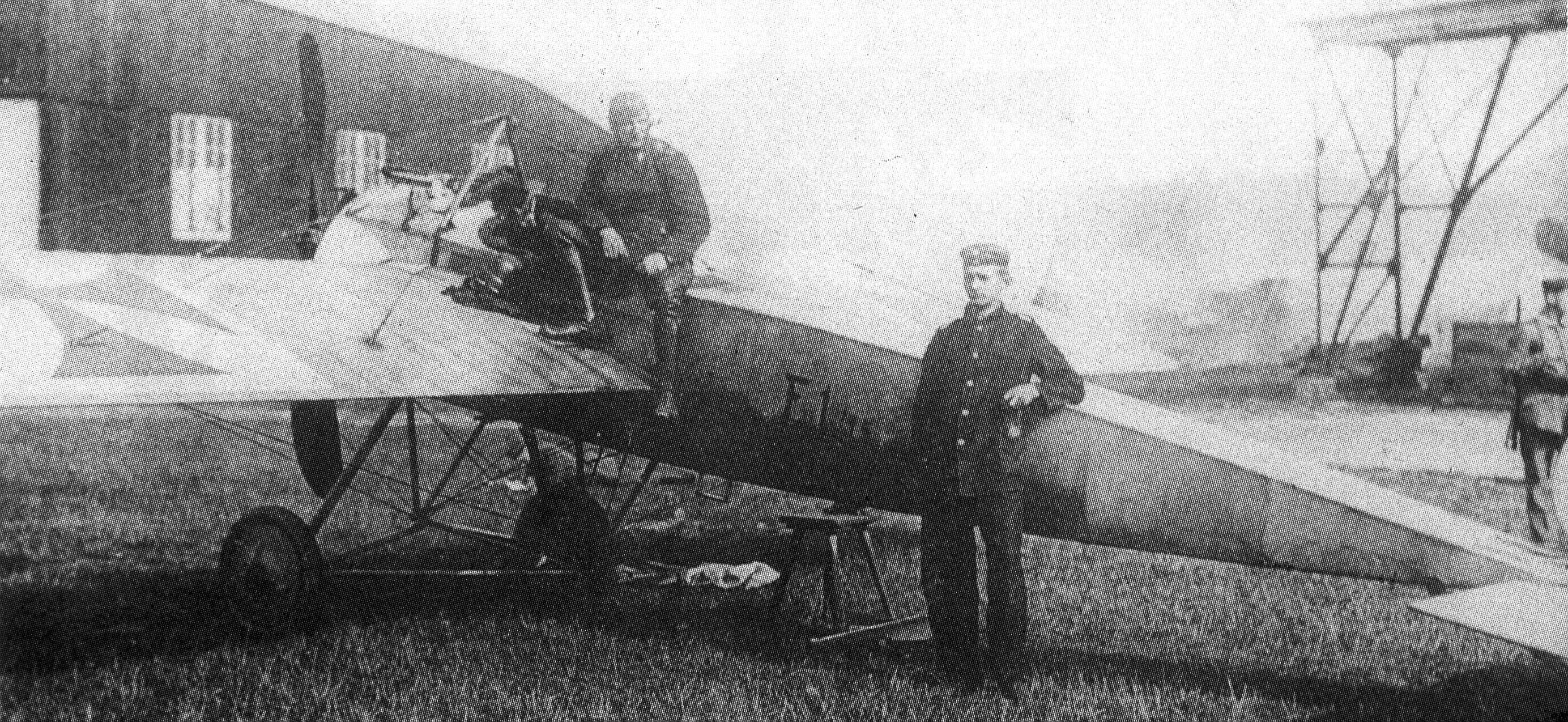
O Eindecker E.1/15 de Otto Parschau, o primeiro a ter a localização da asa rebaixada.

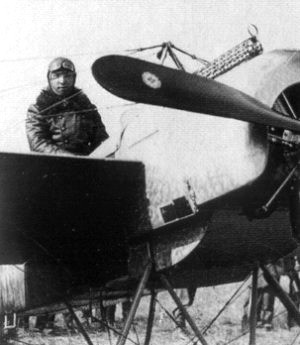
Max Immelmann do "Feldflieger Abteilung 62" no cockpit de seu Fokker E.I,
com o IdFlieg "E.13/15".

Dois pilotos alemães, os Tenentes Otto Parschau e Kurt Wintgens, trabalharam em estreita colaboração com Anthony Fokker no início de 1915 durante a avaliação do "M.5K/MG". Wintgens é conhecido por ter derrubado um monoplano com asa parasol Morane-Saulnier Type L de dois lugares em 1 de julho de 1915 enquanto voava com seu "M.5K/MG", mas como a vitória ocorreu no espaço aéreo atrás das linhas aliadas, sobre Forêt de Parroy perto de Lunéville, isso não pôde ser confirmado no momento. Uma vitória semelhante sobre outro Morane "parasol" de dois lugares, novamente não confirmada, foi marcada por Wintgens três dias depois. No dia 15, Wintgens marcou sua primeira vitória confirmada sobre um terceiro "Morane Parasol", a mais antiga vitória aérea confirmada para qualquer um que pilotasse um monoplano Fokker da série E em combate.
O "M.5K/MG" geralmente usava a metralhadora Parabellum MG14 como armamento sincronizado, o que poderia revelar-se um arranjo problemático, e os cinco "M.5K/MG" construídos pela fábrica Fokker em Schwerin/Gorries mantiveram o padrão de posição "asa-ombro" do "M.5k" para a asa do monoplano. Mais tarde, o "E.1/15" de Parschau teve suas asa abaixadas para a posição de "asa média" dos modelos "E.I" de produção, enquanto os quatro restantes não foram alterados. Oswald Boelcke, futuro estrategista aéreo alemão, recebeu a terceira produção dos "M.5K/MG", que ele voou em julho de 1915 com o "Feldfliegerabteilung 62", baseado no "Champ d'aviation de la Brayelle" perto de Douai e dividiu o tempo de voo com Max Immelmann Depois que Boelcke alcançou sua primeira vitória aérea em 4 de julho com um avião de observação de dois lugares Albatros C.I armado, Boelcke marcaria sua primeira vitória de monoposto com o "E.3/15", sobre um BE2c britânico de dois lugares perto de Arras em 19 de agosto de 1915. Immelmann muito em breve receberia seu próprio "E.I" de linha de produção inicial, serializado "E.13/15" armado com uma metralhadora lMG 08, para seu próprio uso.
Os "E.I" eram principalmente pilotados por membros regulares do "Fliegertruppen des deutschen Kaiserreiches", com um Eindecker anexado a cada unidade de observação/reconhecimento aéreo "Feldfliegerabteilung" de seis aeronaves. O primeiro passo para unidades de aviação especializadas apenas para caça dentro das forças armadas alemãs foi o estabelecimento das formações chamadas "Kampfeinsitzer Kommando" (unidade de batalha de aviões de assento único, abreviado como "KEK") pelo Inspektor-Major Friedrich Stempel em fevereiro de 1916, quando o "E.I" começou a deixar o serviço de linha de frente.
Após a era das unidades "KEK" até o verão de 1916, as forças Fliegertruppen foram renomeadas como "Luftstreitkräfte" em outubro de 1916, com ambas as unidades servindo diretamente ao exército alemão; a formação de Jastas ("esquadrões de caça") especializados no serviço aéreo alemão ainda estava por vir. Dois "E.I" foram fornecidos à força aérea austro-húngara e cinco à "Kaiserliche Marine" em abril de 1916. O "E.I" logo se juntou ao Fokker E.II aprimorado e, quando os primeiros "E.I" estavam entrando em serviço em junho de 1915, o primeiro do tipo "E.II" estava sendo demonstrado por Anthony Fokker. No entanto, a produção "E.I" continuou em paralelo com o "E.II", dependendo da disponibilidade dos motores Oberursel. Em 1916, um total de 54 foram fabricados e entregues ao exército alemão, à marinha e ao exército austro-húngaro.

## Operadores
Áustria-Hungria
- "Kaiserliche und Königliche Luftfahrtruppen"

 Império Alemão
- "Luftstreitkräfte"
- "Kaiserliche Marine"

 Turquia
- Forças de aviação do Império Otomano

## Especificações (E.I.)
Dados de: Militär Wissen (parcial)
Descrições gerais
- Tripulação: 1 piloto
- Comprimento: 7,22 m (24 ft)
- Envergadura: 8,85 m (29 ft)
- Altura: 2,9 m (9,5 ft)
- Área alar: 15,9 m² (171 ft²)
- Peso vazio: 360 kg (794 lb)
- Peso bruto (carregado): 563 kg (1 240 lb)
- Capacidade de combustível: 68,5 l (18,1 US-gal)

Motorização
- Número de motores: 1x
- Tipo do motor: Motorenfabrik Oberursel U.0 giratório, de 7 cilindros refrigerado a ar
- Potência por motor: 80 hp (59,7 kW)
- Descrição do propulsor/hélice: Hélice de madeira de 2 pás de passo fixo com 2,3–2,5 m de diâmetro

Performance
- Velocidade máxima: 130 km/h (80,8 mph)
- Velocidade de cruzeiro (km/h): 110 km/h (68,4 mph)
- Alcance: 198 km (123 mi)
- Razão de subida: 1.6 m/s
- Tecto de serviço: 3 000 m (9 840 ft)

Armamentos
- Metralhadoras/canhões: 1 × metralhadora Spandau lMG 08 de 7,92 mm (.312") de disparo frontal (uma Parabellum MG14 M/G nos protótipos)